# Fujieda, Shizuoka
Fujieda (tiếng Nhật: 藤枝市) là một thành phố thuộc tỉnh Shizuoka của Nhật Bản.
Tính đến tháng 3 năm 2018, thành phố có dân số ước tính là 143.031 người và mật độ dân số là 737 người/km². Tổng diện tích là 194.06 km vuông (74.93 dặm vuông).

## Địa lý
Fujieda nằm ở cao nguyên Shida ở trung tâm tỉnh Shizuoka giữa sông Abe và sông Ōi. Khu vực này có khí hậu biển ấm áp với mùa hè nóng ẩm, và mùa đông ấm áp, mát mẻ.

## Lịch sử
Dưới thời Mạc phủ Tokugawa của thời kỳ Edo Nhật Bản, phần lớn diện tích của Fujieda ngày nay là một phần của phiên Tanaka, và lâu đài của nó đã hình thành một phần của các công trình phía ngoài phía đông của Sunpu. Thị trấn cũng phát triển thành Fujieda-juku, một thị trấn bưu điện trên đường cao tốc Tōkaidō nối Edo với Kyoto.
Trong thời kỳ cải cách địa chính của thời kỳ Minh Trị đầu năm 1889, Fujieda-juku trở thành Thị trấn Fujieda trong Quận Shida tỉnh Shizuoka. Ga Fujieda trên tuyến đường sắt chính Tōkaidō được khai trương vào ngày 16 tháng 4 năm 1889, dẫn đến sự phát triển của khu vực xung quanh. Vào ngày 31 tháng 3 năm 1954, Fujieda sáp nhập với thị trấn Aoshima lân cận và bốn làng lân cận để thành lập thành phố Fujieda. Làng Setoya sáp nhập vào ngày 15 tháng 2 năm 1955 và Làng Hirohata vào ngày 1 tháng 4 năm 1957.
Vào ngày 1 tháng 1 năm 2009, thị trấn lân cận Okabe (từ quận Shida) đã được sáp nhập vào Fujieda. Quận Shida đã bị giải thể là kết quả của vụ sáp nhập này. 

## Kinh tế
Fujieda chủ yếu là một cộng đồng phòng ngủ cho Shizuoka gần đó. Nền kinh tế địa phương chủ yếu là nông nghiệp (chè, dâu, gạo, shiitake) và sản xuất ánh sáng, bao gồm dược phẩm, đồ uống và chế biến thực phẩm.

## Giáo dục
Fujieda có 17 trường tiểu học, mười trường công lập và hai trường trung học tư thục, và ba trường trung học công lập và ba trường tư thục. Ngoài ra, Đại học Shizuoka Sangyo có một cơ sở ở Fujieda, và các lĩnh vực nông nghiệp cho Đại học Shizuoka cũng nằm trong thành phố.